# Courcelette
Courcelette – miejscowość i gmina we Francji, w regionie Hauts-de-France, w departamencie Somma.
Według danych na 2011 gminę zamieszkiwało 147 osób, a gęstość zaludnienia wynosiła 31 osób/km² (wśród 2293 gmin Pikardii Courcelette plasuje się na 855. miejscu pod względem liczby ludności, natomiast pod względem powierzchni na 901. miejscu).
- - Mapa: Plan de Courcelette sur Mapquest